# Eva Espejo
Eva Mariana Espejo Pinzón (* 6. Januar 1986 in Mexiko-Stadt), allgemein bekannt unter ihrem verkürzten Namen Eva Espejo, ist eine mexikanische Fußballtrainerin.

## Leben
Ende 2016 wurde Eva Espejo als Cheftrainerin der Tuzas Femenil, der Frauenfußballmannschaft des CF Pachuca, verpflichtet. Als in der Apertura 2017 die neu kreierte mexikanische Frauenfußballmeisterschaft in Form der Liga MX Femenil erstmals ausgetragen wurde, erreichte die von ihr trainierte Mannschaft auf Anhieb die Finalspiele gegen die Mannschaft der Chivas Femenil. Obwohl die Tuzas das Hinspiel mit 2:0 zu ihren Gunsten entscheiden konnten, unterlagen sie im Rückspiel mit 0:3 und mussten sich mit der Rolle des Vizemeisters begnügen. Dafür gingen sie am Ende derselben Spielzeit als erster Pokalsieger Mexikos in die Geschichte ein. Die für diese Erfolge maßgeblich verantwortliche Eva Espejo wurde Ende 2017 von der CONCACAF zur besten Trainerin des Jahres gewählt. 
Zur Apertura 2021 wechselte Espejo zu den Rayadas de Monterrey, mit denen sie auf Anhieb die Meisterschaft der Liga MX Femenil gewann. Zugleich war sie die erste Frau auf dem Trainerposten, die einen Meistertitel in der Liga MX Femenil gewinnen konnte.
Nach der Saison 2021/22 wurde Espejo mit dem „Balón de Oro“ (dem „Goldenen Ball“) als „Beste Trainerin der Saison“ ausgezeichnet. 
Bei der anschließenden Wahl zur weltbesten Vereinstrainerin des Jahres 2022 belegte sie den vierten Platz.

## Erfolge als Trainerin

### Verein
- Mexikanischer Pokalsieger: Apertura 2017
- Mexikanischer Meister: Apertura 2021

### Persönlich
- Beste Trainerin der CONCACAF: 2017
- Wahl zur Welttrainerin des Jahres: 4. Platz (2022)